# Posłuszni Bogu
Posłuszni Bogu – ogólnoświatowa seria kongresów (dużych spotkań religijnych), zorganizowanych przez Świadków Jehowy w przeszło 150 krajach. Kongresy odbyły się latem 2005 roku.

## Kongresy
Odbyło się 2981 kongresów, na których było obecnych blisko 11 milionów osób.

### Kongresy wPolsce
Zorganizowano 22 kongresy, ochrzczono 1901 osób. W dniach od 1 do 3 lipca 2005 roku zorganizowano dla osób niesłyszących z całego kraju zgromadzenie, którego pełny program był przedstawiony w polskim języku migowym. Odbyło się ono w Centrum Kongresowym w Sosnowcu. Dodatkowe zgromadzenie dla osób niesłyszących odbyło się w dniach od 22 do 24 lipca 2005 roku w Bydgoszczy na stadionie WKS Zawisza.
- 1–3 lipca
  - Legnica
  - Olsztyn
  - Rzeszów
  - Sosnowiec
  - Warszawa

- 8–10 lipca
  - Białystok: 3515 obecnych, ochrzczono 53 osoby[6].
  - Koszalin
  - Lublin: 5,5 tysiąca obecnych, ochrzczono 80 osób[7].
  - Ostrów Wielkopolski
  - Sosnowiec
  - Szczecin

- 15–17 lipca
  - Gdańsk
  - Łódź
  - Sosnowiec
  - Zamość
  - Zielona Góra: blisko 6 tysięcy obecnych[8].

- 22–24 lipca
  - Bydgoszcz: 7380 obecnych[9][10], 116 osób zostało ochrzczonych[11].
  - Poznań
  - Starachowice
  - Wrocław: blisko 10 tysięcy obecnych[12].

- 29–31 lipca
  - Sosnowiec

### Kongresy na świecie
Kongresy zorganizowano w przeszło 150 krajach (na podstawie informacji zamieszczonych w poszczególnych edycjach językowych czasopisma „Strażnica Zwiastująca Królestwo Jehowy” z 1 marca 2005 roku).
- Albania: 1 kongres
- Austria: 2 kongresy
- Belgia: 12 kongresów
- Bośnia i Hercegowina: 1 kongres
- Brazylia: 227 kongresów
- Chorwacja: 1 kongres
- Cypr: 4 kongresy
- Czechy: 3 kongresy[14]
- Dania: 3 kongresy
- Estonia: 2 kongresy
- Finlandia: 8 kongresów
- Francja: 37 kongresów
- Ghana: 60 kongresów
- Grecja: 11 kongresów
- Grenlandia: 1 kongres
- Gujana: 2 kongresy
- Gwadelupa: 7 kongresów
- Holandia: 13 kongresów
- Irlandia: 3 kongresy
- Kanada: 40 kongresów
- Kosowo: 1 kongres
- Macedonia: 1 kongres
- Malawi: 43 kongresy
- Malta: 1 kongres
- Martynika: 3 kongresy
- Mołdawia: 5 kongresów
- Niger: 3 kongresy
- Niemcy: 26 kongresów
- Norwegia: 13 kongresów
- Nowa Kaledonia: 3 kongresy
- Polinezja Francuska: 3 kongresy
- Reunion: 3 kongresy
- Rumunia: 13 kongresów
- Serbia: 1 kongres
- Słowacja: 5 kongresów
- Słowenia: 1 kongres
- Stany Zjednoczone: 157 kongresów
- Szwajcaria: 5 kongresów
- Szwecja: 8 kongresów
- Ukraina: 22 kongresy
- Wallis i Futuna: 1 kongres
- Węgry: 3 kongresy
- Wielka Brytania: 24 kongresy
- Włochy: 70 kongresów
- Wyspy Owcze: 1 kongres

## Ważne punkty programu
W programie wyjaśniono, że nadchodzący dzień gniewu Jehowy przeżyją tylko ci, którzy „znają Boga” i „są posłuszni dobrej nowinie” (2 Tes. 1:6-9).
Myśl przewodnia piątkowego programu brzmiała: „Bądźcie posłuszni memu głosowi, a ja będę waszym Bogiem” (Jer 7:23); sobotniego oparta była na Liście do Rzymian 6:17 i Liście 2 do Koryntian 2:9: „‛Z serca posłuszni we wszystkim’”, a niedzielnego oparto na wypowiedzi z Księgi Powtórzonego Prawa 12:28: „‛Bądź posłuszny wszystkim tym słowom, żeby ci się dobrze wiodło’”.
Świadkowie Jehowy, przestrzegają zasady biblijnej: „Przede wszystkim musimy być posłuszni Bogu, a nie ludziom” (Dzieje Apostolskie 5:29). Starają się być wzorowymi obywatelami. Jeśli jednak prawo ludzkie wymaga od nich złamania praw Bożych, muszą być posłuszni Bogu jako Władcy. Program zachęcił do dalszego przejawiania tej zasady w życiu codziennym, również przez posłuszeństwo do przestrzegania wszystkich innych zasad i praw Bożych.
- Dramat biblijny (przedstawienie kostiumowe): Dąż do celów, które przysparzają czci Bogu[17].

- Wykład publiczny: Komu powinniśmy być posłuszni?[18]